# Bang (serie de televisión)
Bang es una serie de televisión bilingüe de drama criminal inglés/galés, creada por Roger Williams, que se emitió por primera vez en S4C el 10 de septiembre de 2017. El programa, ambientado en Port Talbot, Gales, está protagonizado por Jacob Ifan como Sam Jenkins, un solitario que se enreda. en una red de mentiras después de tomar posesión de un arma, y Catrin Stewart como su hermana Gina, que es detective de la policía. La segunda serie se transmitió en S4C entre febrero y marzo de 2020.
Las transmisiones iniciales tenían subtítulos completamente en inglés (aunque el espectador debe acceder a estos y no aparecen en la pantalla), mientras que las transmisiones repetidas tenían subtítulos en inglés codificados para las escenas habladas en galés. La serie estaba disponible simultáneamente en BBC iPlayer como parte de la relación continua de la BBC con S4C.

## Producción
El creador de la serie, Roger Williams, dijo sobre la naturaleza bilingüe del guion; "Se trataba en gran medida de la historia; una historia fuerte que hiciera que la gente sintonizara cada semana para ver qué pasaba. Luego comenzó la conversación sobre el idioma. Port Talbot no es el lugar más fuerte para el idioma galés. Hay bastantes un pequeño porcentaje de hablantes en comparación con Carmarthenshire, Ceredigion, Gwynedd. A partir de ese escollo comencé a pensar: '¿Por qué no reflejamos la diversidad lingüística de un lugar como Port Talbot?'. Para todos los que somos bilingües, la realidad es que vivimos nuestras vidas a través de dos idiomas".

## Personajes
- Jacob Ifan como Sam Jenkins, un solitario que trabaja para una empresa de distribución local.
- Catrin Stewart como Gina Jenkins, hermana de Sam.
- Nia Roberts como Linda Murray, la madre de Sam y Gina.
- Jack Parry Jones como Luke Lloyd, Compañero de trabajo a largo plazo de Gina.
- Suzanne Packer como Inspectora Jefa Layla Davies, jefa de policía.
- Rebecca Hayes como Mel
- Rhydian Jones como Russell.
- Gareth Jewell como Carl Roberts (Temporada 1).
- Sara Lloyd como Patricia Rose, esposa de la víctima de asesinato Stevie Rose. (Temporada 1).
- Chris Reilly como Ray Murray, El padrastro de Sam, propietario de un taller de construcción local.  (Temporada 1).
- Kate Jarman como Marie. (Temporada 1).
- Matthew Aubrey como Rhys (Temporada 1).
- Lily Enticknap como Ruby (Temporada 1).
- Gwyneth Keyworth como Ela (Temporada 1).
- Jake Burgum como Neil (Temporada 1).
- Ceri Murphy como Aled (Temporada 1).
- Gillian Elisa como Liz (Temporada 1).
- Claire Cage como Leanne (Temporada 1).
- Owain Gwynne como Cai (Temporada 1).
- Alexandria Riley como Tracy (Temporada 1).
- Neal McWilliams como Paul (Temporada 1).
- Dyfan Dwyfor como Morgan Riley (Temporada 2).
- David Hayman como Jeff Campbell, Un jefe del crimen local (Temporada 2).
- Hedydd Dylan como Caryn (Temporada 2).
- Tim Preston como Harri (Temporada 2).
- Chris Gordon como Richie (Temporada 2).
- Alexander Vlahos como Dai (Temporada 2).
- Rachel Issac como Eve (Temporada 2).
- Sophie Melville como Marissa (Temporada 2).
- Berwyn Pearce como Duncan (Temporada 2).
- Lloyd Everitt como Mark (Temporada 2).
- Lisa Nicol como Jan (Temporada 2).

## Episodios
| Temporadas | Episodios | Primer capítulo          | Último Capítulo       |
| ---------- | --------- | ------------------------ | --------------------- |
| 1          | 8         | 10 de septiembre de 2017 | 29 de octubre de 2017 |
| 2          | 6         | 23 de febrero de 2020    | 29 de marzo de 2020   |